# Александър Александрийски
Александър Александрийски е деветнадесетият патриарх на Александрийската патриаршия от 313 до смъртта си през 326 година.
По време на тази служба се заема с решаването на редица църковни проблеми, включително датировката на Великден, действията на Мелетий Ликополски и арианството. Той е водач на противниците на арианството на Първия никейски събор. Освен това е учител на Атанасий I Александрийски, който по-късно се превръща във водеща фигура в християнството.